# Bowling ai XVII Giochi panamericani
Il bowling ai XVII Giochi panamericani si è svolto al Planet Bowl di Toronto, in Canada, dal 22 al 25 luglio 2015. In programma quattro competizioni per altrettanti podi, i tornei di singolare e quelli a coppie, maschili e femminili.

## Calendario
Tutti gli orari secondo il Central Standard Time (UTC-5).
| Data          | Inizio | Evento           | Fase        |
| ------------- | ------ | ---------------- | ----------- |
| Mer 22 luglio | 10:05  | Coppie uomini    | Preliminari |
| Mer 22 luglio | 15:05  | Coppie donne     | Preliminari |
| Gio 23 luglio | 10:05  | Coppie donne     | Finali      |
| Gio 23 luglio | 15:05  | Coppie uomini    | Finali      |
| Ven 24 luglio | 10:05  | Singolare donne  | Preliminari |
| Ven 24 luglio | 10:05  | Singolare uomini | Preliminari |
| Sab 25 luglio | 10:05  | Singolare donne  | Top 8       |
| Sab 25 luglio | 10:05  | Singolare uomini | Top 8       |
| Sab 25 luglio | 13:05  | Singolare donne  | Semifinali  |
| Sab 25 luglio | 13:35  | Singolare donne  | Finali      |
| Sab 25 luglio | 14:05  | Singolare uomini | Semifinali  |
| Sab 25 luglio | 14:35  | Singolare uomini | Finali      |

## Risultati
| Evento                         | Oro                                    | Argento                                   | Bronzo                                    |
| Singolare maschile (dettagli)  | Marcelo Suartz                         | Amleto Monacelli                          | Devin Bidwell Dan MacLelland              |
| Singolare femminile (dettagli) | Shannon Pluhowsky                      | Aumi Guerra                               | Liz Johnson Rocío Restrepo                |
| Coppie maschile (dettagli)     | Canada François Lavoie Dan MacLelland  | Colombia Jaime González Manuel Otalora    | Stati Uniti Devin Bidwell Tommy Jones     |
| Coppie femminile (dettagli)    | Colombia Clara Guerrero Rocío Restrepo | Stati Uniti Liz Johnson Shannon Pluhowsky | Venezuela Patricia de Faria Karen Marcano |

## Medagliere
| Posizione | Nazione         | Oro | Argento | Bronzo | Totale |
| --------- | --------------- | --- | ------- | ------ | ------ |
| 1         | Stati Uniti     | 1   | 1       | 3      | 5      |
| 2         | Colombia        | 1   | 1       | 1      | 3      |
| 3         | Canada          | 1   |         | 1      | 2      |
| 4         | Brasile         | 1   |         |        | 1      |
| 5         | Venezuela       |     | 1       | 1      | 2      |
| 6         | Rep. Dominicana |     | 1       |        | 1      |
| Totale    | Totale          | 4   | 4       | 6      | 14     |